# 前近代
前近代（英語: pre-modern era）または後古代（英語: post-ancient era）、後古典期（英語: post-classical era,post-antiquity era）とは、世界史の時代区分において古代の終わりとされる紀元500年ごろから近世に入る1500年ごろまでを指す。ヨーロッパにおいては中世と時代の範囲が概ね一致する。
この時代では地理的に文明化が成し遂げられた地域が拡大し、文明間での交易ネットワークが発達したことが特徴的である。
アジアでは、イスラム帝国などによるイスラームの拡大によってイスラーム黄金時代が到来し、アジアやアフリカ、ヨーロッパ間の交易が盛んとなり、イスラム科学が発達した。東アジアでは中華帝国の影響圏が確立され、朝鮮や日本、ベトナムなどに仏教や宋明理学が広がった。また、中国では火薬が発明された。13世紀にはモンゴル帝国がアジアや東ヨーロッパに版図を広げ、安全で強固な貿易が行われた。 世界人口は500年の推定2億1000万人から1500年の4億6100万人とほぼ倍増している。しかしながら、この間人口が増え続けたわけではなく、ユスティニアヌスのペスト、モンゴル帝国の征服事業、黒死病によって減少した時期もある

## 用語と期間

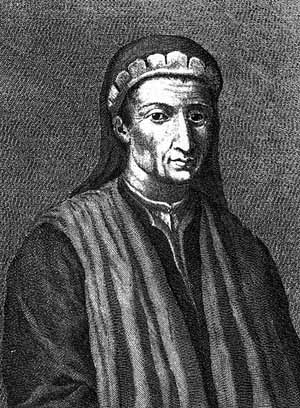
レオナルド・ブルーニは「中世」の概念を発達させたルネサンス期の歴史家

後古典期は世界史の歴史学者の用いる時代区分で、特に後古代の概念は20世紀後半から21世紀初頭にかけて発展した世界史以外では「中世」や「暗黒時代」といった用語に対する誤った先入観を排除するために「前近代」や「後古代」、「後古典期」といった語が使われるが、これらの語もまたヨーロッパ中心主義的で世界規模で用いることには問題があるとされている。
前近代または後古典期は、おおよそ西暦500年ごろから1450年ごろまでを指す。開始年や終わりの年は各地域の古代の終わりによることが多い。例えば、中国では220年の漢王朝の滅亡、西ヨーロッパでは476年の西ローマ帝国の滅亡、インドでは543年のグプタ朝の滅亡、イランでは651年のサーサーン朝の滅亡を古代の終わりとすることが多い。
世界史の時代区分では、6つまたは5つに時代を区分した時の古い時代から3つ目の時代が前近代(後古代、後古典期)にあたる。
1. 初期の文明
2. 古代社会
3. 後古典期(前近代)
4. 近世
5. 長い19世紀
6. 現代[2]（時折「長い19世紀」と「現代」は一括りにされる[2]）

なお、「後古典期」の語は西欧においては中世とほぼ同義である。

## 経過
前近代の時代には世界各地で以下のような事が起こっている。文明の発達した地域の拡大に伴い、宗教や交易ネットワークも拡大している。

### 文明化

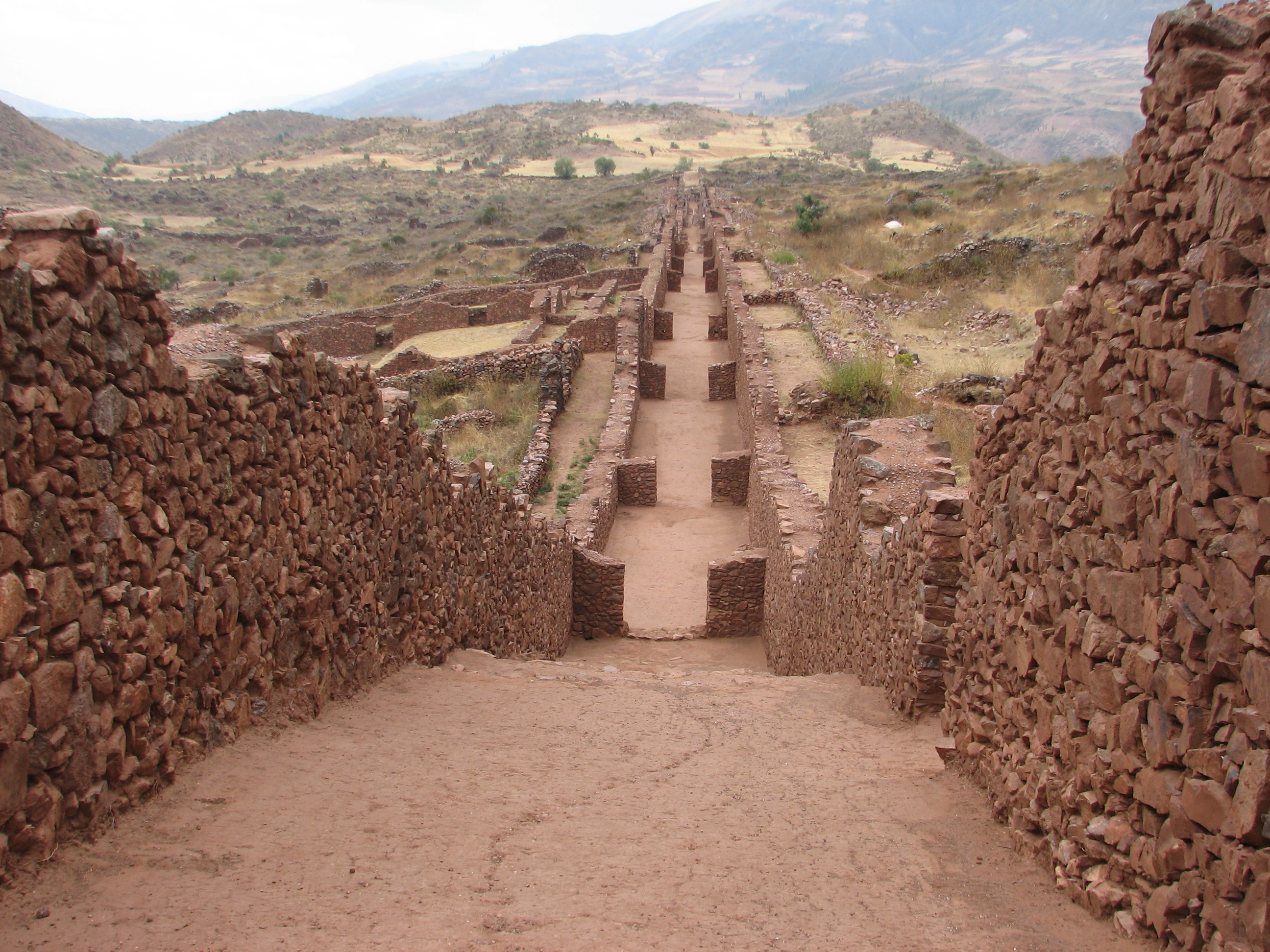
南米のワリ帝国(5-8世紀)の中心都市ピキリャクタ

前近代では、サブサハラアフリカ、メソアメリカや南アメリカ西部などでも文明化が起こったことで、文明化された地域が拡大した。しかし、世界史家のピーター・スターンズによれば、後古典期には世界的に共通な政治的手法は見られず、 むしろ緩やかな国家などの形成が起こったが、共通の政治システムは現れなかったと指摘している。中国では朝代循環(王朝交替)が繰り返されながら官僚制が改良されていった。中東や北アフリカ、中央アジアでは、イスラム帝国が成立し、強大な影響力を持った。西アフリカではソンガイ帝国やマリ帝国が成立した。ローマ帝国の凋落はヨーロッパや地中海世界において権力空白をもたらしただけでなく、ローマの文明とは全く異質の文明が興った地域もあった。西ヨーロッパでは封建制や荘園制といった旧来とは大きく異なる政治システムや社会制度が誕生した。一方で、東ローマ帝国の支配する地域ではローマ帝国由来の文明の多くの要素が残っており、古代ギリシャや古代ペルシアの文明との類似性も見られた。東欧でもキエフ・ルーシなどの国が繁栄した。アメリカ大陸では、メソアメリカでアステカ帝国、南アメリカではアンデス文明の下でワリ帝国やインカ帝国が栄えた。

### 世界宗教の確立

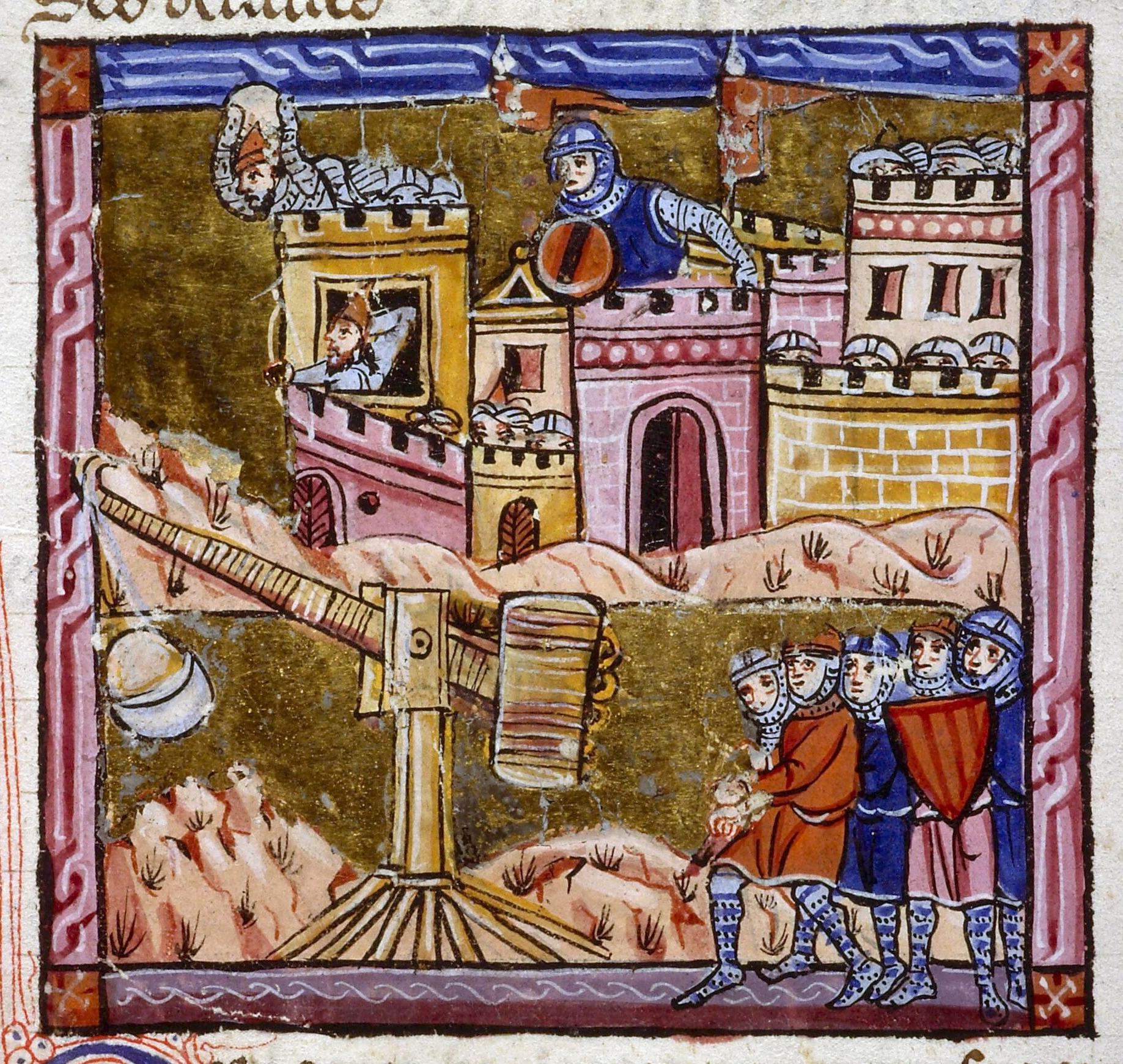
十字軍におけるアッコ包囲戦

仏教などの普遍的な秩序に全人類が含まれることを想定した宗教は紀元前1千世紀にはすでに出現していた。世界的な伝道宗教で共にユダヤ教から派生したキリスト教やイスラム教と共に仏教は紀元1千年紀に旧世界各地へ伝播、普及し、各地の政治権力にも多大な影響を及ぼした。
- インドから中国に伝来した仏教はさらに中国から朝鮮、日本、ベトナムに広まり、2千年紀前半には儒教も同様の経路で漢字圏に広まっていった[10][9]。
- 380年にローマ帝国によるキリスト教の国教化（英語版）が起こった後、後古典期に北ヨーロッパや東ヨーロッパへと広まり、同時に現地の信仰(北欧神話の神々への信仰など)は異教とされた[11]。十字軍の時代には中東に侵攻し、キリスト教圏を拡大する試みも見られた。西欧のカトリック教会と東欧の正教会の分裂(東西教会の分裂)も1054年に起こり、ヨーロッパでも宗教が多様化していった[12]。
- 中東では、7世紀前半にムハンマドによって啓かれたイスラム教はムハンマドらによるアラビア半島のベドウィン統一を契機にムスリムによる征服活動（英語版）によるイスラム帝国の拡大に伴い、西は北アフリカ、イベリア半島から東はペルシア、中央アジアまで広まった。紀元2千年紀前半までにはインド、西アフリカの一部、東南アジア島嶼部へもイスラム教が普及した[13]。

### 世界交易

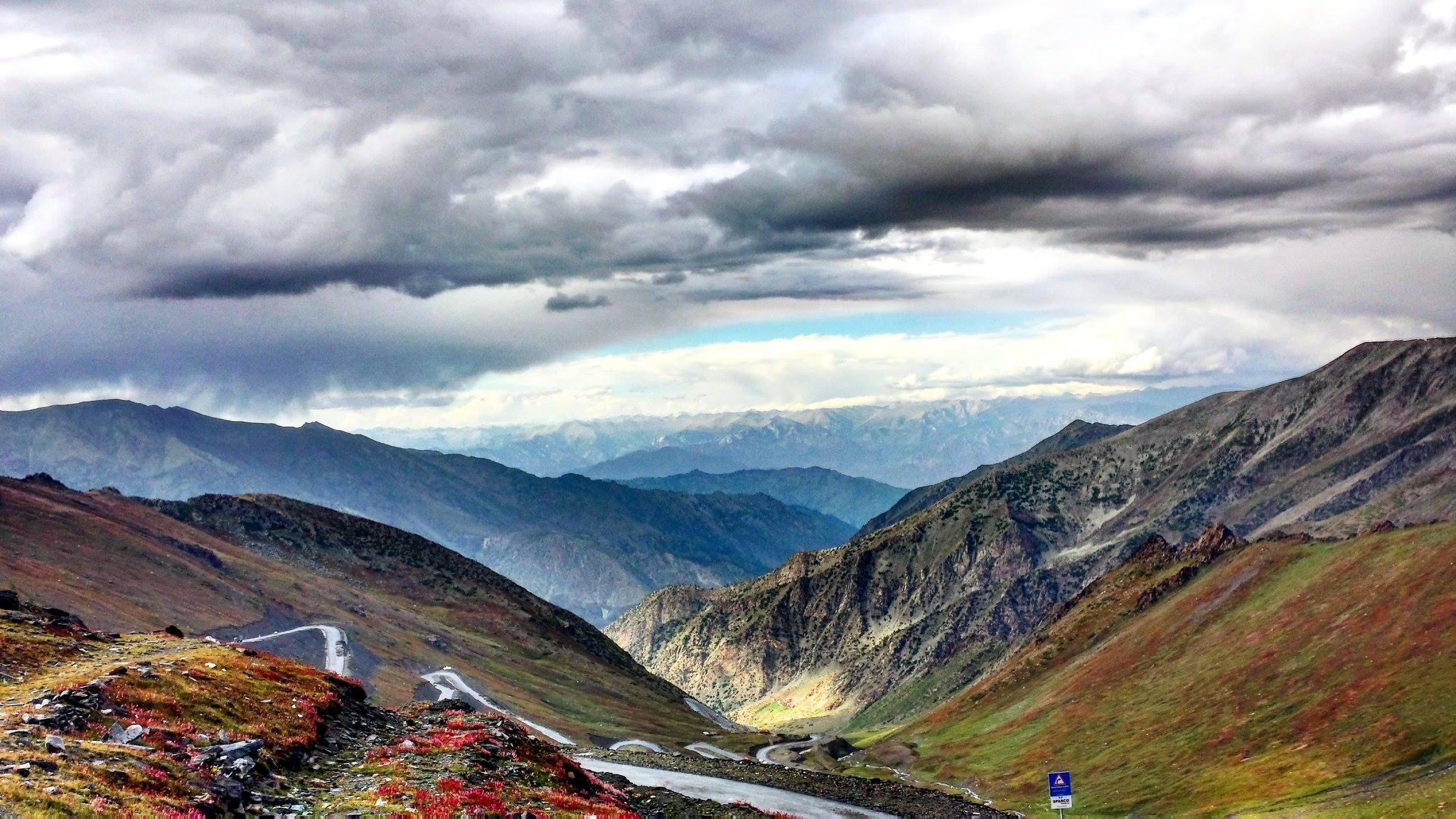
パキスタンのバブーザー・パス

この時代にはアフロ・ユーラシア大陸内での交易やコミュニケーションが急速に活発になっている。古代より引き続いてシルクロードを経由してアジア、アフリカ、ヨーロッパの諸文明の間で貿易が行われ、各地の様々な文化や思想が拡散した。アフリカではラクダが導入され、サハラ砂漠南方の地域の西アフリカと北アフリカ、ユーラシアを結ぶサハラ横断貿易が大規模に行われるようになった。また、古代に引き続いて地中海やインド洋を介した海上貿易網も発達した。イスラム帝国はインド、ギリシャ、ローマなどで発達した知見を多く取り入れ、それらはイスラム圏全体に広まった後、十字軍やレコンキスタの時代にヨーロッパへと伝わった。中国周辺の地域では中華王朝による貿易や征服活動を通じて文化の中国化が進んだ。モンゴル帝国が出現すると、中央アジアを介した安全な交易路が築かれ、様々な商品や文化、思想、病原菌などがアジア、アフリカ、ヨーロッパに伝わっていった。
アメリカ大陸でも独自の交易路ができたが、荷を引く動物の導入や車輪の発明が行われなかったため交易量は限られていた。ポリネシアやミクロネシアでは島伝いの交易がおこなわれていた。

### 気候

1950～80年頃の気温を基準にした紀元後の気温変化。"Little Ice Age"と書かれた部分付近が小氷期の時期を示す。

この時代には、世界の多くの地域が地球規模の気候変動の影響を同じように受けていた痕跡が見られる一方、気温や降水量の直接的な影響は地域ごとに異なる。気候変動に関する政府間パネルによれば、この時期の気候変動は一斉に起こったものではないとされる。一般的には11世紀ごろは気温が比較的高く、17世紀ごろに比較的気温が低くなったとの研究がなされている。世界各地で起こった気候変動の規模やそのような気候変動が全球の傾向であったかについては分かっていない。
前近代の長期間にわたる気候変化の傾向は古代末期の小氷期、中世の温暖期、小氷期によって説明できる。535年から536年にかけての異常気象はインドネシアのクラカタウの噴火かエルサルバドルのイロパンゴ湖のカルデラ噴火によって起こったとされる。当時は気温が比較的低かったが、硫黄ガスの排出によって世界的に気温がさらに下がり、移住や作物の不作が頻発した。記録によるとその後少なくとも1世紀間、世界的に平均気温が低かったという。
950年ごろから1250年ごろまでの北半球で起こった中世の温暖期には多くの地域で夏の気温が比較的高くなった。この時代に気温が高くなったことが、ノース人がグリーンランドに入植できた一因ではないかと考えられている。ヨーロッパ以外の地域でも北米の多くの文化に悪影響を与えた干ばつや中国の気温上昇など温暖化の証拠が残っている。
1250年以降、グリーンランドでは氷河が拡大し、熱塩循環に影響を与えて北大西洋が寒冷化した。14世紀にはヨーロッパで用いられていた耕作期が使えなくなり、中国では柑橘類の栽培の北限が南下した。特にヨーロッパでは小氷期は文化的にも大きな影響を与えた。この小氷期は近世の産業革命まで続くことになる。小氷期の要因そのものは不明で、原因の仮説として太陽の黒点、地球の公転、火山活動、海洋循環、人口減少などが考えられている。